# 유럽 그린벨트

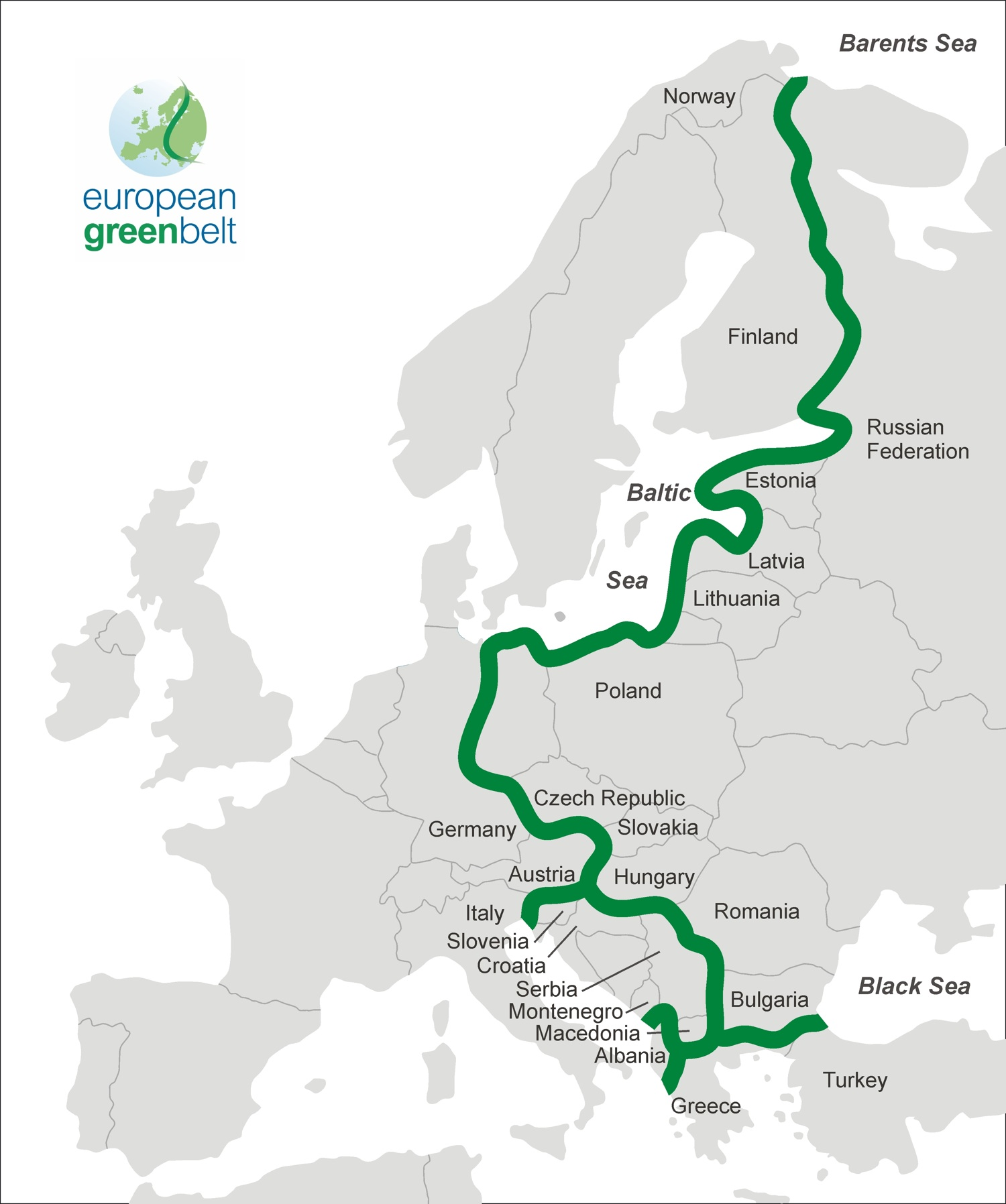

유럽 그린벨트(European Green Belt)는 냉전 시대에 철의 장막이 드리워진 지역에서 생긴 녹지 지대 혹은 그 지대를 보존하는 계획을 일컫는 뜻으로 당초에는 미하일 고르바초프에 의해, 현재는 국제자연보전연맹의 후원을 받고 있다. 유럽 그린벨트는 바렌츠해로부터 흑해 및 아드리아해에 이르는 생태망의 중추를 형성하는 것을 목표로 한다.